# Caenagnathus
A Caenagnathus (jelentése 'új állkapocs') az oviraptorosaurus dinoszauruszok egyik neme, amely a késő kréta korszakban (75 millió évvel ezelőtt) élt. Egyetlen alsó állcsont alapján ismert, amire a kanadai Albertában, a Dinosaur Park-formációban találtak rá.

## Taxonómiai történet
E dinoszaurusz története zavaros. 1936-ban felfedeztek egy állcsontot, ami később az 'új állkapocs' jelentésű Caenagnathus nevet kapta; kezdetben úgy vélték, hogy az állat egy madár lehetett. 1988-ban felfedeztek és megvizsgáltak egy példányt, amelyet 1923 óta raktárban tároltak. A fosszíliát arra használták fel, hogy több töredékes állapotban talált oviraptorosaurus fajt egy dinoszaurusszá kössenek össze, melyet az eredetileg egy pár kéz alapján létrehozott, és sokáig a Caenagnathusszal azonosnak tartott Chirostenotes nemhez kapcsoltak. Mivel a Chirostenotes volt az első név, amit ezekhez a maradványokhoz felhasználtak, csak ez a név számít érvényesnek. Azonban a további tanulmányok kizárták azt az elképzelést, hogy e fosszíliák összessége egyazon állathoz tartozik; míg a Chirostenotes fejlett oviraptorosaurus és feltehetően oviraptorida volt, addig a Caenagnathus jóval kezdetlegesebbnek tűnik.

## Fordítás
Ez a szócikk részben vagy egészben a Caenagnathus című angol Wikipédia-szócikk ezen változatának fordításán alapul.  Az eredeti cikk szerkesztőit annak laptörténete sorolja fel. Ez a jelzés csupán a megfogalmazás eredetét és a szerzői jogokat jelzi, nem szolgál a cikkben szereplő információk forrásmegjelöléseként.